# Eric F. Wieschaus
Eric F. Wieschaus est un généticien américain d'origine suisse né à South Bend (Indiana) le 8 juin 1947.

## Biographie
Il a reçu le prix Nobel de physiologie ou médecine en 1995 avec Christiane Nüsslein-Volhard et Edward Lewis « pour leurs travaux sur le contrôle génétique du développement précoce de l'embryon » à partir de recherche sur les drosophiles.